# Pollimyrus marchei
Pollimyrus marchei är en fiskart som först beskrevs av Sauvage, 1879.  Pollimyrus marchei ingår i släktet Pollimyrus och familjen Mormyridae. IUCN kategoriserar arten globalt som livskraftig. Inga underarter finns listade i Catalogue of Life.